# Humor Me
Humor Me é um filme de comédia estadunidense de 2017 escrito e dirigido por Sam Hoffman. O filme é estrelado por Jemaine Clement, Elliott Gould, Ingrid Michaelson, Annie Potts, Priscilla Lopez, Bebe Neuwirth e Maria Dizzia. O filme foi lançado em 12 de janeiro de 2018, pela Shout! Studios.

## Sinopse
Nate Kroll é um dramaturgo premiado que de repente se encontra sem esposa, sem emprego e sem teto. Com literalmente nada mais a perder, ele vai morar com seu pai excêntrico, Bob, e consegue um emprego em um asilo onde ajuda os mais velhos a encenar uma nova peça.

## Elenco
- Jemaine Clement como Nate Kroll
- Elliott Gould como Bob Kroll
- Ingrid Michaelson como Allison
- Annie Potts como Dee
- Priscilla Lopez como Connie Andrews
- Bebe Neuwirth como C.C. Rudin
- Maria Dizzia como Nirit Gerb-Kroll
- Joey Slotnick como Zimmerman
- Willie C. Carpenter como Ellis
- Le Clanché du Rand como Helen
- Rosemary Prinz como Gert
- Erich Bergen como Randy Kroll
- Cade Lappin como Gabe Kroll
- Ray Iannicelli como Marv
- Mike Hodge como Alan
- Malachy McCourt como David
- Tibor Feldman como Ed
- Bernie McInerney como Doutor

## Lançamento
O filme estreou no Festival de Cinema de Los Angeles em 16 de junho de 2017. O filme foi lançado em 12 de janeiro de 2018, pela Shout! Studios.

## Recepção critica
Na revisão do site Rotten Tomatoes, o filme mantém um índice de aprovação de 68% com base em 19 comentários, e uma classificação média de 4,87/10. No Metacritic, o filme tem uma pontuação média ponderada de 53 de 100, com base em 9 críticos, indicando "críticas mistas ou médias".